# Lycosa phipsoni
Lycosa phipsoni este o specie de păianjeni din genul Lycosa, familia Lycosidae, descrisă de Pocock, 1899. Conține o singură subspecie: L. p. leucophora.